# Franz Maciejewski
Franz Maciejewski (* 1946) ist ein deutscher Soziologe, Kulturwissenschaftler und Autor.

## Leben
Maciejewski studierte an den Universitäten Münster und Frankfurt am Main Soziologie und Philosophie. Abschluss: Diplom-Soziologe (1973). Wissenschaftliche Stationen waren die Universität Gießen, das Psychoanalytische Seminar Zürich, das Centre de Recherche Tsiganes Paris, das Dokumentations- und Kulturzentrum Deutscher Sinti und Roma Heidelberg und die Universität Heidelberg, wo er im Rahmen des Sonderforschungsbereiches Ritualdynamik das Forschungsprojekt Erinnerungsrituale des Holocaust leitete. Maciejewski wurde 2002 an der Universität Frankfurt am Main zum Dr. phil. promoviert. Er ist Autor zahlreicher wissenschaftlicher Publikationen in den Bereichen Kultur- und Gedächtnisgeschichte der Moderne, Ethnopsychoanalyse und Freud-Biographie sowie Holocaust- und Antisemitismusforschung. Er lebt seit 2005 als freier Autor in Heidelberg und schreibt sowohl Sachbücher und Essays als auch literarische Titel.

## Schriften (Auswahl)
- (Hrsg.)Theorie der Gesellschaft oder Sozialtechnologie. Beiträge zu Habermas-Luhmann-Diskussion. Supplement 1. Suhrkamp, Frankfurt am Main 1973, ISBN 3-518-06101-1.
- (Hrsg.) Theorie der Gesellschaft oder Sozialtechnologie. Neue Beiträge zu Habermas-Luhmann-Diskussion. Supplement 2. Suhrkamp, Frankfurt am Main 1974, ISBN 3-518-06102-X.
- mit Hans Joachim Krüger und Ingo Steinmann: Studentenprobleme. Psychosoziale und institutionelle Befunde. Campus-Verlag, Frankfurt/New York 1982, ISBN 3-593-33013-X.
- Psychoanalytisches Archiv und jüdisches Gedächtnis. Freud, Beschneidung und Monotheismus. Passagen-Verlag, Wien 2002, ISBN 3-85165-555-9.
- mit Jan Assmann & Axel Michaels (Hrsg.): Der Abschied von den Toten. Trauerrituale im Kulturvergleich. Wallstein-Verlag, Göttingen 2005, ISBN 3-89244-951-1.
- Der Moses des Sigmund Freud. Ein unheimlicher Bruder. Vandenhoeck & Ruprecht, Göttingen 2006, ISBN 3-940731-50-1.
- Freud in Maloja. Die Engadiner Reise mit Minna Bernays. Osburg, Berlin 2008, ISBN 978-3-940731-03-6.
- Echnaton oder Die Erfindung des Monotheismus. Zur Korrektur eines Mythos. Osburg, Berlin 2010, ISBN 978-3-940731-50-0.
- Nofretete. Die historische Gestalt hinter der Büste. Osburg, Hamburg 2012, ISBN 978-3-940731-80-7.
- Der Erinnerungskünstler. Eine literarische Fantasie um Marcel Proust. Libelle Verlag, Lengwil 2015, ISBN 978-3-905707-59-5.
- Ich, Bertha Pappenheim. Roman Osburg, Hamburg 2016, ISBN 978-3-95510-117-6.
- Paul Celan und Martin Heidegger in Todtnauberg. (= Edition Literaturhaus Heidelberg. Nr. 4). 2018, ISBN 978-3-921249-89-5.
- 100 Jahre Ratlosigkeit. Ein deutsches Nachdenken im Schatten des Großen Krieges. Lettre International N° 122, 2018
- Die Wunder der Gewalt. Leonardo da Vinci zum 500. Todestag. Lettre International N° 124, 2019
- Die Torheiten des Francisco Goya. Prosagedichte zu den Disparates. Königshausen & Neumann, Würzburg 2019, ISBN 978-3-8260-6682-5.
- Mi casa tu casa. Folker Skulima – Ein Haus für die Kunst. Edition Braus, Berlin 2020, ISBN 978-3-86228-211-1.
- Melencolia 2020. Über den Blues unserer Tage. Lettre International N° 131, 2020.
- Garküche der Zukunft. Vom Leben und Überleben am Rande der Geschichte. Lettre International N° 136, 2022.
- Seltene Erden. Ein Schmetterling lässt bitten. Draupadi Verlag, Heidelberg 2024, ISBN 978-3-945191-93-4.